# Лобода пізня
Лобода пізня (Chenopodium ficifolium) — вид рослин з родини амарантових (Amaranthaceae), поширений у більшій частині Євразії та на півночі Єгипту.

## Опис
Однорічна рослина 30–150 см заввишки. Рослина зелена. Листки глибоко-3-лопатеві, з тупими лопатями; верхні листки ланцетні, цілокраї. Листочки оцвітини з борошнистим нальотом, широко плівчасто обрамлені. Оплодень плівчастий, майже безбарвний, рідко лимонно-жовтий, спаяний з насінням. Насіння з сітчастим малюнком, радіальні борозни відсутні. Квітки двостатеві, згруповані по кілька, які в свою чергу згруповані у кінцеві волоті на верхніх гілках. Насіння чорне ≈ 1 мм в діаметрі.

## Поширення
Поширений у Євразії та пн. Єгипту; натуралізований у Швеції, Данії, Польщі, Литві, Ізраїлі, Японії, Тайвані, Чилі, США, Квебеці.
В Україні вид зростає на затінених вологих місцях, в долинах річок, зрідка на городах і в посівах — у Карпатах рідко (Ужгород, села Доробратово, Чинадієво Закарпатської обл.); в Поліссі, західному й лівобережному Лісостепу зазвичай.

## Галерея

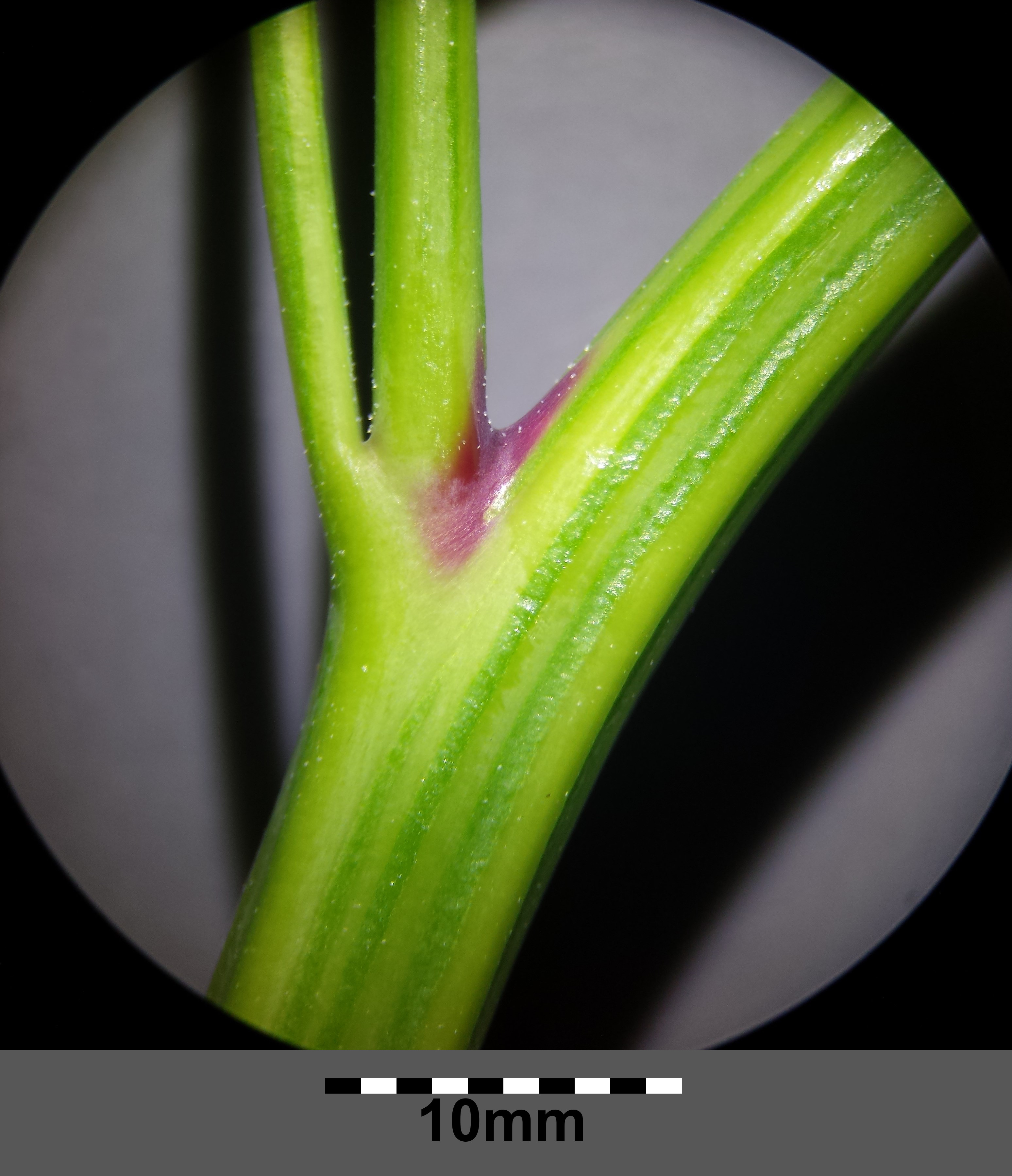
зазвичай є інтенсивна червона пляма при гілці
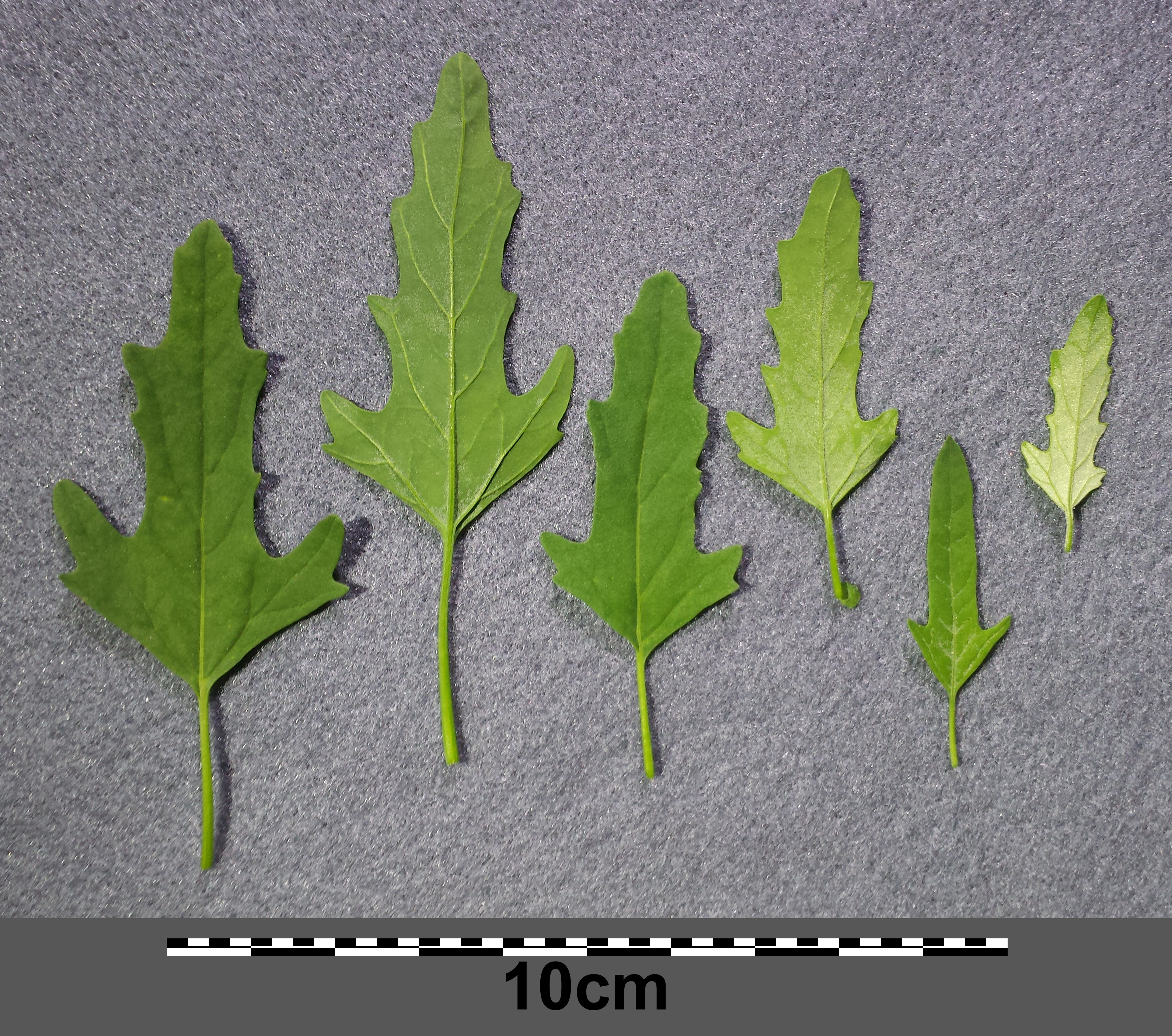
листя
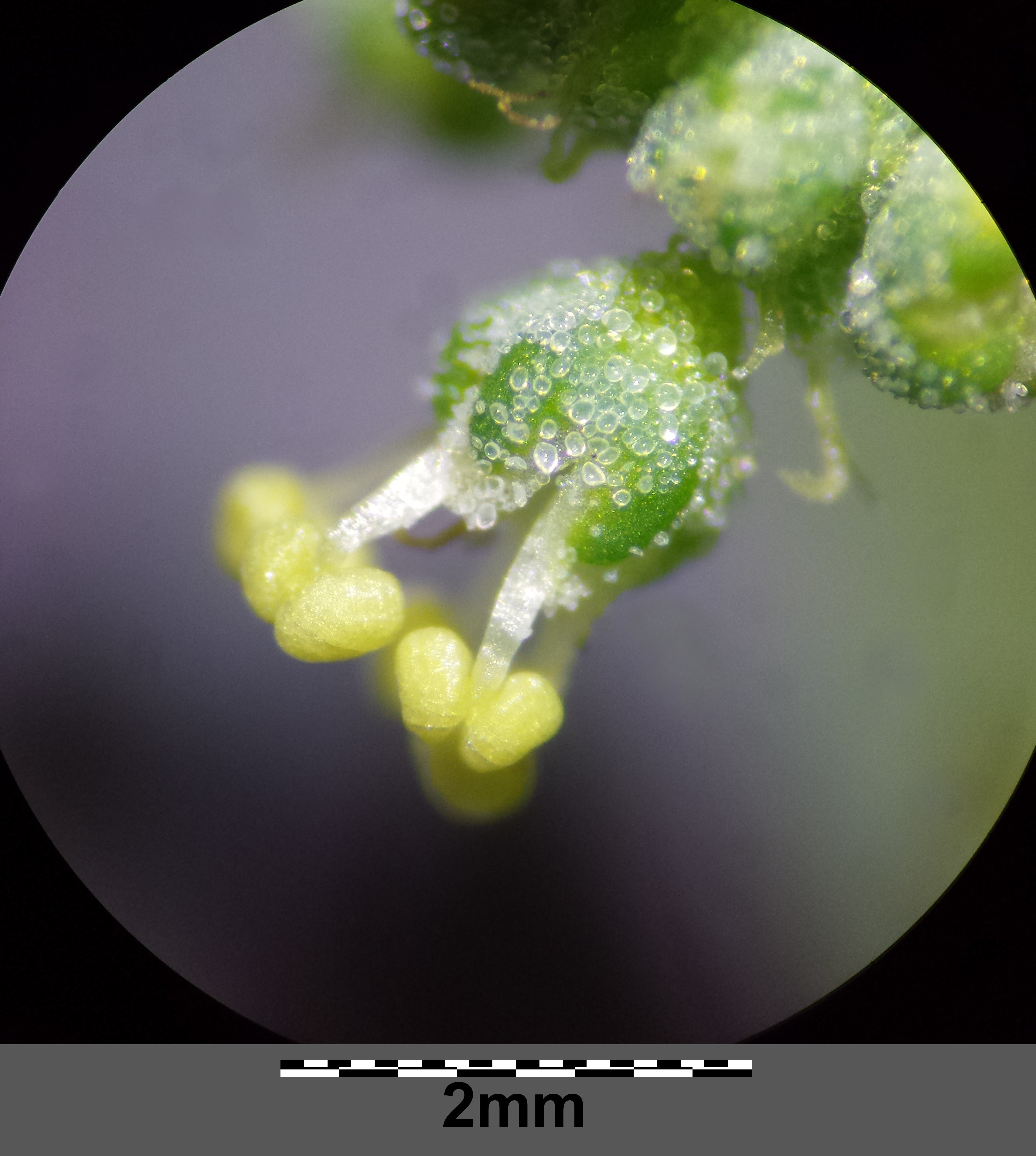
квітка
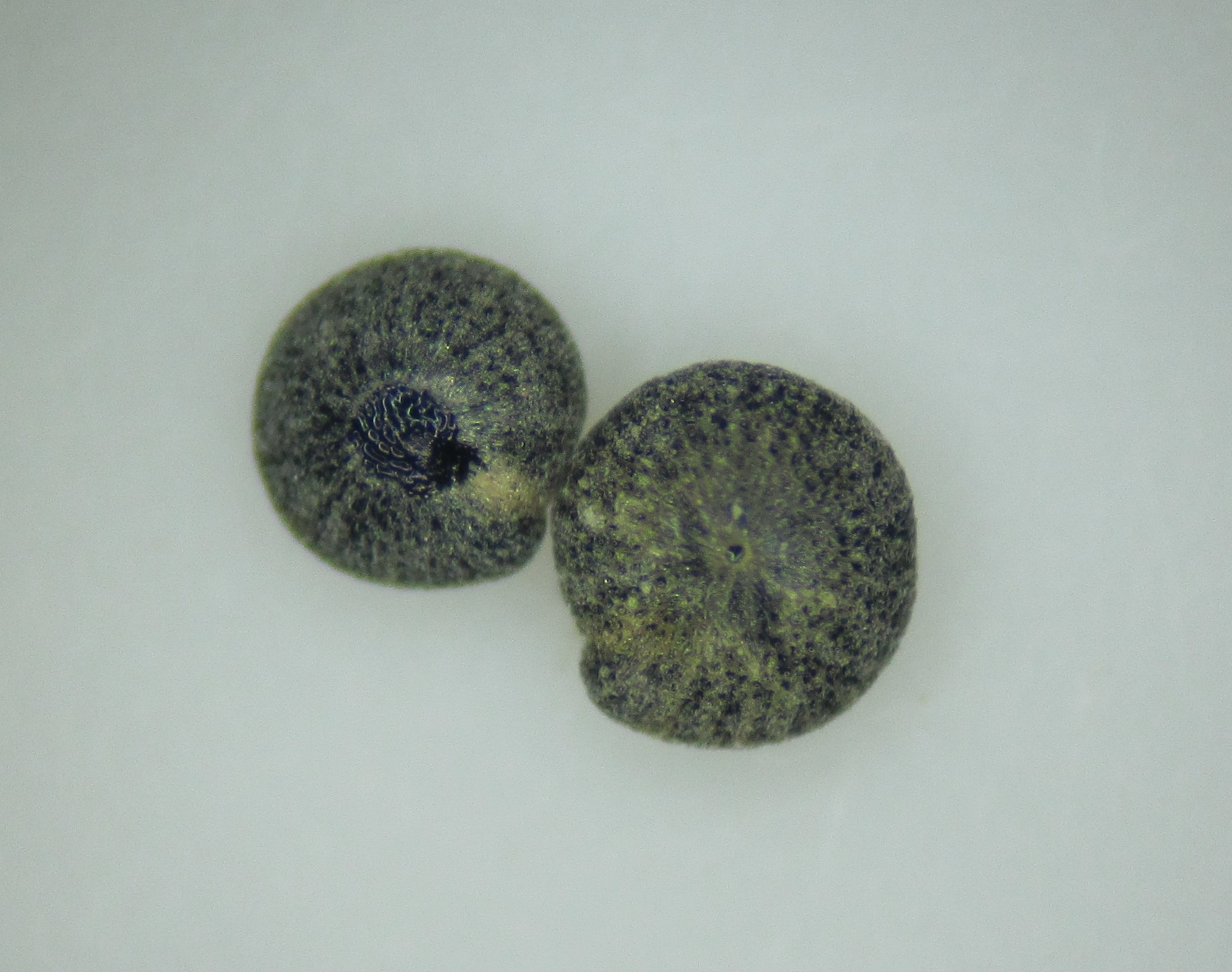
насіння